# Station Mieroszów
Station Mieroszów is een spoorwegstation in de Poolse plaats Mieroszów.